# WW International
WW International (bis 2019: Weight Watchers) ist ein US-amerikanisches Unternehmen, das eine Diätmethode zur Gewichtsreduktion vermarktete.

## Geschichte
Das Unternehmen wurde 1963 im US-Bundesstaat New York von der Hausfrau Jean Nidetch (1923–2015) gegründet und ist mittlerweile in rund 30 Ländern vertreten. 1970 führten Irmgard und Walter Mayer das erste deutsche Weight-Watchers-Treffen in ihrer Düsseldorfer Wohnung durch. 2012 waren es über 300.000 Teilnehmer deutschlandweit.
Von 1978 bis 1999 gehörte das Unternehmen Weight Watchers zur H. J. Heinz Company. 1999 wurde es von einer luxemburgischen Investmentholding übernommen. Seit 2001 werden die Aktien von Weight Watchers International Inc. an der New Yorker Börse gehandelt. Die Aktiengesellschaft mit Sitz in New York City stand fast sieben Jahre unter Leitung von David P. Kirchhoff, bevor dieser im August 2013 durch James R. Chambers abgelöst wurde. 2019 wurde der Unternehmensname von Weight Watchers International Inc. in WW International Inc. geändert.

### Investment von Oprah Winfrey
Im Oktober 2015 wurde bekannt, dass die Moderatorin Oprah Winfrey 43 Millionen US-Dollar in das Unternehmen investiert hat und mit einem Anteil von 15 Prozent zur zweitgrößten Aktionärin aufgestiegen war. Außerdem übernahm sie einen Posten im Aufsichtsrat des Unternehmens. Die Aktien von Weight Watchers stiegen daraufhin um 105 Prozent. 2024 zog sich Winfrey wieder vollständig aus dem Unternehmen zurück, nachdem sie zuvor erklärt hatte, dass Abnehmen für sie nicht länger eine Frage von Willenskraft sei, sie neue Medikamente zur Gewichtsreduktion für eine große Erleichterung und Erlösung hielte und sie diese inzwischen auch selbst einnehme. Die Unternehmens-Aktien fielen direkt nach der Ankündigung um mehr als 20 Prozent.

### Wirtschaftlicher Niedergang
Die höchsten Umsätze der Unternehmensgeschichte wurden im Geschäftsjahr 2012 erzielt. In diesem Jahr betrugen die Umsätze 1,836 Mrd. US-Dollar, was nach heutiger Kaufkraft etwa 2,508 Mrd. US-Dollar entspricht. 2012 wurden 27.000 Mitarbeiter beschäftigt. Zusätzlich arbeiteten 54.000 Personen auf selbstständiger Basis für Weight Watchers. Das Umsatzniveau von 2012 konnte seither nicht mehr erreicht werden, die Umsätze gingen immer weiter zurück. Im Geschäftsjahr 2023 unterschritten die Umsätze erstmals seit 2004 die Marke von einer Milliarde US-Dollar. Im folgenden Geschäftsjahr 2024 betrugen die Umsatzerlöse lediglich noch 785 Mio. US-Dollar. Dabei wurde ein Verlust von 346 Mio. US-Dollar erwirtschaftet. Die Anzahl der Mitarbeiter ist auf 3.700 zurückgegangen.
Seit 6. Mai 2025 befindet sich das Unternehmen in einem Verfahren zur Reorganisation und Sanierung seiner Finanzen gemäß Chapter 11 des US-Insolvenzrechtsgesetzes.

## Konzept
Das Konzept zur Gewichtsreduktion beinhaltet eine Diät mit energiereduzierter Mischkost und entspricht den Anforderungen der evidenzbasierten Leitlinie Prävention und Therapie der Adipositas 2014 der DGE an ein Gewichtsreduktionsprogramm. Die Wirksamkeit und Sicherheit wurde in randomisierten, kontrollierten Studien nachgewiesen. Es handelt sich um eine langfristige moderate Reduzierung der Energiezufuhr und eine Umstellung der Ernährungsgewohnheiten. Das Konzept besteht darin, jedem Lebensmittel einen sogenannten „Punktwert“ zuzuweisen, der aus unterschiedlichen Faktoren berechnet wird. Es dürfen grundsätzlich alle Arten von Lebensmitteln in Maßen verzehrt werden. Den Abnahmewilligen steht täglich eine festgelegte Punktmenge zur Verfügung, die vom Geschlecht, Alter, Körpergröße und Gewicht abhängt. Die Unterlagen, Rezeptbücher und Punktelisten unterliegen dem Urheberrechtsschutz und stehen nur zahlenden Mitgliedern zur Verfügung.
Gemäß zwei Studien des Medical Research Councils in Großbritannien tritt bei einer Teilnahme an kommerziellen Programmen zur Gewichtsreduktion, wie z. B. dem Weight-Watchers-Programm, deutlich öfter der gewünschte Erfolg ein als bei Standardbehandlungen im Rahmen medizinischer Grundversorgung im britischen Gesundheitssystem. Knapp ein Drittel der Teilnehmer schaffte eine Gewichtsreduktion von über 5 Prozent. Laut DGE ermöglicht das Programm bei mäßig adipösen Personen eine mittlere Gewichtsreduktion von 3–4,5 kg (1 Jahr) bzw. 2,9 kg (2 Jahre).

## Teilnahmemöglichkeiten
Merkmale der Methode sind eine kontrollierte Ernährungsumstellung sowie kostenpflichtige wöchentliche Gruppentreffen der Abnehmwilligen, bei denen Erfahrungen ausgetauscht, über das Konzept und gesunde Ernährung informiert und die jeweiligen Erfolge überprüft werden. Die etwa 16.000 Gruppenleiterinnen haben ebenfalls mit Weight Watchers abgenommen und ihr Wunschgewicht erreicht. Das Ernährungsprogramm kann ebenfalls gegen Gebühr mittels per Post übersandter Unterlagen, online oder per App durchgeführt werden.
Zunächst wird ein Zielgewicht des Abnahmewilligen festgelegt, das innerhalb der als Normalgewicht definierten Gewichtsspanne (BMI) für die jeweilige Körpergröße liegt. Wer sein Zielgewicht erreicht hat, muss sich sechs Wochen lang nach dem sogenannten Erhaltungsprogramm ernähren, ehe die sogenannte Goldmitgliedschaft bzw. Dauermitgliedschaft in Anspruch genommen werden kann. Goldmitglieder können weltweit kostenlos an Gruppentreffen teilnehmen, solange sie nicht mehr als zwei Kilogramm über ihrem Zielgewicht liegen.

## Produkte der Marke Weight Watchers
Weight Watchers vermarktet im Rahmen seines Konzepts eine Vielzahl von Produkten, auf denen der jeweilige Pointswert angegeben ist; diese Produkte sind jedoch zur Umsetzung des Ernährungskonzeptes nicht notwendig.
Die Stiftung Warentest kritisierte im Juli 2007 ein Produkt von Weight Watchers und bewertete es im Qualitätsurteil mit der Note mangelhaft. Demnach hatte der Premium Kochschinken mit 0,6 g Fett pro Portion einen ungewöhnlich hohen bindegewebsreichen Anteil (Kollagenabbauprodukte), der nach der Fleischverordnung nicht enthalten sein dürfte.